# Полтапов, Прохор Сергеевич
Про́хор Серге́евич Полта́пов (род. 1 февраля 2003 года, Санкт-Петербург, Россия) — российский хоккеист, левый крайний нападающий. Игрок системы ЦСКА. Мастер спорта России (2021).

## Карьера
Родился в Санкт-Петербурге, где начал заниматься хоккеем в школе «СКА-Серебряные львы». В 2015 году перебрался в Подмосковье, где начал выступать в составе «Витязя» на уровне Открытого чемпионата Москвы среди юношей своей возрастной категории. С 2017 по 2019 год выступал за школу московского «Динамо».
В 2019 году Полтапов подписал свой первый профессиональный контракт с системой клуба ЦСКА и дебютировал на уровне чемпионата МХЛ в составе команды «Красная армия».
20 февраля 2021 года Полтапов дебютировал в КХЛ в домашнем матче ЦСКА против рижского «Динамо». Этот матч стал единственным для хоккеиста в сезоне 2020/21. Летом 2021 года Полтапов попал на Драфт НХЛ, где во втором раунде его выбрала команда «Баффало Сейбрз». С сентября 2021 года Полтапов начал выступать в составе фарм-клуба «Звезда», на уровне ВХЛ.
Начиная с сезона 2022/23 Полтапов застолбил за собой место в основной команде ЦСКА. 14 сентября, в домашнем матче против «Витязя», забросил свою первую шайбу в Континентальной хоккейной лиге.

## На уровне сборной
Полтапов дебютировал в составе юниорской сборной России на Кубке Вызова в 2019 году, где стал победителем турнира.
На юниорском чемпионате мира 2021 завоевал со сборной серебряные медали первенства.

## Достижения
- Обладатель Кубка Гагарина (2023)
- Серебряный призёр юниорского чемпионата Мира (2021)

## Статистика
| Легенда | Легенда                    | Легенда | Легенда                   | Легенда | Легенда    |
| ------- | -------------------------- | ------- | ------------------------- | ------- | ---------- |
| И       | Количество проведённых игр | Штр     | Штрафное время            | +/−     | Плюс-минус |
| Г       | Голы                       | П       | Голевые передачи          | О       | Очки       |
| -       | Статистика неизвестна      | —       | Статистика не учитывалась |         |            |